# Elisabeth Koolaart-Hoofman
Elisabeth Koolaart - Hoofman (Haarlem, 23 februari 1664 – Kassel (Duitsland), 4 juli 1736) was een eind-zeventiende-eeuwse, begin-achttiende-eeuwse dichteres.

## Levensloop
Elisabeth Hoofman was de dochter van koopman Joost Hoofman en Sara van Amerongen. Zij leerde Latijn en Grieks en schreef ook Latijnse gedichten. Ze trouwde in 1693 met de welgestelde Haarlemse koopman Pieter Koolaart. Ze kregen een dochter, Petronella.
Hoofman had contacten in hoge sociale kringen (zij ontving bijvoorbeeld in 1717 tsaar Peter de Grote en zijn vrouw Catharina) en in de literaire wereld (waaronder Joan van Broekhuizen, David van Hoogstraten en de Amsterdamse dichteres Katharyne Lescailje). In 1717 verloor Pieter Koolaart echter zijn gehele vermogen en vestigde het gezin zich eerst in Lisse, later in Hessen-Kassel, Duitsland. Daar overleed Elisabeth Koolaart-Hoofman in armoedige omstandigheden.
Elisabeth Koolaarts werk is niet tijdens haar leven gedrukt. Haar handschriften werden verzameld en bewaard door haar dochter Petronella. In 1774 verscheen een deel hiervan onder de titel De naagelaatene gedichten.

## Gedicht van Elisabeth Koolaart - Hoofman
Elisabeths stiefdochter Hester (uit een eerder huwelijk van Pieter Koolaart) was doofstom. Zij kreeg onderwijs van de Zwitserse arts Johan Conrad Amman, die haar, naar verluidt, in twee maanden tijd leerde schrijven. Elisabeth schreef een verjaardagsdicht voor deze arts (fragment):
(...)
'K laat de letterkunde vaaren
Van dien doorgeleerden geest,
Die 't geheim der wijsheid leest
Uit aloude en nieuwe blaêren.
'K spreek van zijn geneeskunst niet
Had de aloudheid hem zien leeven
Nooit ware Aesculaap verheven
In der Goden eergebied.
Laat zij uit vernufte boeken
Vrij zijn beuzelwondren zoeken.
Duizend ooren, duizend oogen,
Tuigen Ammans wonderdaên;
Zien bespraakten spraakloos staan
In verwondring opgetoogen,
Als hij stommen spreeken doet;
En, wat hun gebreeke aan de ooren,
Door een snedig oog leert hooren.
Rome, uw stomme heilig moet
Op uw feestrol uitgewreeven;
Deze in zijne plaats geschreeven.
Neêrland zal U eeuwig danken,
Waardige Amman, wijze geest;
En, op uw geboorte-feest,
U begroeten met zijn klanken.
Hoor hoe uw begaafde bruid,
Die U, naar uw lang verlangen
Haast in de armen zal ontvangen,
Zig in vreugdetoonen uit;
En, van reine min gedreeven,
Lang en blijde U wenscht te leeven.
Lang leev zulk een waereldwonder!
Roepen wij, zo dier verpligt
Aan dit zegenbaarend licht;
Spâ ga zulk een heilzon onder!
Kleine Hester, van zijn kunst
't Groote proefstuk, uit het orgel,
't Geen hij vormde in haaren gorgel,
Wenscht hem toe, uit zuivre gunst,
Dat ze zie zijn eernaam brommen
Uit den mond van duizend stommen.
(In: De naagelaatene gedichten, p. 79.)

## Uitgave
- E. Koolaart-Hoofman, De naagelaatene gedichten. Bijeengebracht en ingeleid door W. Kops (Haarlem, Jan Bosch, 1774)